# アハム
アハム（アハム、タミル語: அகம் ）は、タミル語の古典詩の一形式。恋愛を題材とし、タミル古典文学であるサンガム文学の4分の3以上を占め、後世に影響を与えた。
アハムは、次のように様式化されている。
- 個人の恋愛感情を語ることはなく、登場人物を通じて語られる。登場人物には、主人公となる男女、男女の友人、家族、遊女などが存在し、それぞれに役割がある。
- 登場場面には5種類があり、それぞれに主題が決まっており、季節や時間帯、動植物などにより場面が暗示される。
- こうした登場人物と登場場面の組み合わせにより、限定された恋愛の局面が描かれる。
- 恋愛のテーマは数百にのぼると言われ、それらを繋ぎ合わせると恋愛物語のようになる。

作品の設定の理解が重要であるため、4世紀以降になると、編者などによって設定を説明した詞書がつけられるようになった。